# 외스테르예틀란드 공작 망누스

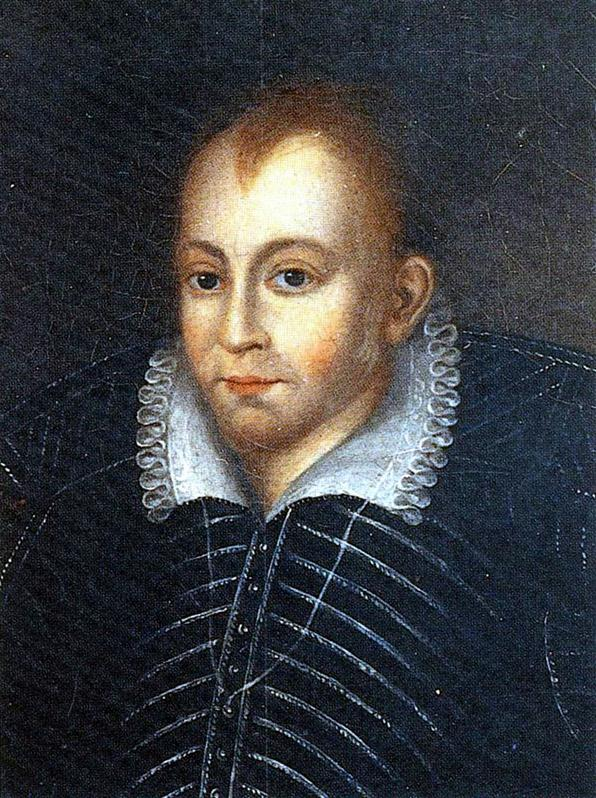
외스테르예틀란드 공작 망누스

망누스 바사(Magnus Vasa, 1542년 7월 25일 ~ 1595년 6월 26일)는 스웨덴 왕 구스타브 1세 바사의 셋째 아들이다. 아버지로부터 외스테르예틀란드 공작에 봉해졌다.